# Сегрегація (мінералогія)
Сегрегація (рос. сегрегация, англ. segregation; нім. Seigerung, Segregation, Entmischung) — у мінералогії — скупчення мінералів внаслідок кристалізації магми, яке веде до утворення сеґреґаційних мінеральних комплексів.